# Aminta Buenaño
Aminta Buenaño Rugel (Santa Lucía, Province du Guayas, 1958) est une femme politique et de lettres équatorienne.
Elle a travaillé pour des publications comme El Universo, à Guayaquil. En 2007, elle est devenue membre de l'Assemblée constituante de l’Équateur avec le parti politique Alianza País. Elle a aidé à écrire la constitution de 2008. Actuellement ambassadrice d'Équateur en Espagne[Quand ?].

## Prix
- Prix International de Contes Jauja de Valladolid (1979).
- Pric National de Contes Diario El Tiempo.

## Œuvres
- La mansión de los sueños (Guayaquil, 1985)
- La otra piel (Guayaquil, 1992)
- Mujeres divinas (2006)

Anthologies
- Mujeres ecuatorianas en el relato (1988)
- Primera Bienal del Cuento Ecuatoriano "Pablo Palacio" (Quito, 1991)
- Veintiún cuentistas ecuatorianos (Quito, 1996)
- Antología de narradoras ecuatorianas (Quito, 1997)
- 40 cuentos ecuatorianos (Quito, 1997)
- Antología básica del cuento ecuatoriano (Quito, 1998)